# Синчел (комуна)
Синчел (рум. Sâncel) — комуна у повіті Алба в Румунії. До складу комуни входять такі села (дані про населення за 2002 рік):
- Іклод (409 осіб)
- Пенаде (713 осіб)
- Синчел (1668 осіб) — адміністративний центр комуни

Комуна розташована на відстані 258 км на північний захід від Бухареста, 31 км на північний схід від Алба-Юлії, 69 км на південний схід від Клуж-Напоки, 142 км на північний захід від Брашова.

## Населення
За даними перепису населення 2002 року у комуні проживали 2790 осіб.
Національний склад населення комуни:
| Національність | Кількість осіб | Відсоток |
| -------------- | -------------- | -------- |
| румуни         | 2532           | 90,8%    |
| цигани         | 243            | 8,7%     |
| угорці         | 13             | 0,5%     |
| німці          | 1              | < 0,1%   |
| євреї          | 1              | < 0,1%   |

Рідною мовою назвали:
| Мова      | Кількість осіб | Відсоток |
| --------- | -------------- | -------- |
| румунська | 2555           | 91,6%    |
| циганська | 225            | 8,1%     |
| угорська  | 9              | 0,3%     |
| німецька  | 1              | < 0,1%   |

Склад населення комуни за віросповіданням:
| Релігія        | Кількість осіб | Відсоток |
| -------------- | -------------- | -------- |
| православні    | 2581           | 92,5%    |
| греко-католики | 193            | 6,9%     |
| п'ятдесятники  | 4              | 0,1%     |
| не релігійні   | 4              | 0,1%     |
| реформати      | 2              | 0,1%     |
| баптисти       | 2              | 0,1%     |
| бретрени       | 2              | 0,1%     |
| римо-католики  | 1              | < 0,1%   |
| юдеї           | 1              | < 0,1%   |